# Серж Московісі
Серж Московічі́ (фр. Serge Moscovici; справжнє ім'я Срул-Герш Москович (рум. Srul Herş Moscovici); 14 червня 1925, Браїла, Румунське королівство — 16 листопада 2014) — французький психолог, автор праць з соціальної психології; голова лабораторії соціально-психологічних досліджень у Вищій школі соціальних досліджень при Паризькому університеті.
З 1963 року президент Європейської асоціації Експериментальної психології, з 1979 року директор Європейської лабораторії Соціальної психології, заснованої ним в 1975 році.
Батько французького політика, міністра фінансів Франції (з 2012 р.) П'єра Московісі.

## Біографія
Срул-Герш Москович народився у Валаському місті Бреїла в сім'ї торговця зерном. Виріс у Кагулі на півдні сусідньої Бессарабії, яку згодом вважав своєю батьківщиною. У середині 1930-х років родина переїхала в Галац, а потім у Бухарест. Там Москович навчався в ліцеї, з якого в 1938 році був виключений через введення антисемітських законів. Тому Москович поступив вчитися на механіка в професійне училище «Ciocanul».
У 1939 році став членом Румунської комуністичної партії. Під час війни як єврей був інтернований до табору на примусові будівельні роботи, з 1944 року (після звільнення) працював зварювальником в бухарестському заводі «Malaxa». У наступному році був арештований в Араді за підозрою щодо участі в підпільній сіоністської організації, переведений для суду в Тімішоару. У 1947 році Москович нелегально залишив Румунію і після короткочасного перебування в таборі для біженців в Італії оселився в Парижі, де закінчив Сорбонський університет. У Франції став відомий під ім'ям Серж Московісі (Московісі — французьке читання його справжнього прізвища Moscovici, записаного за правилами румунської орфографії).
У той час, Московісі зблизився з паризькими письменниками, у тому числі румунського походження Паулем Целаном та Ісааком Чива.
У 1960-тих роках він був запрошений у США Інститутом перспективних досліджень Принстонського університету, він також працював у Стенфордському та Єльському університетах.

### Сім'я
Має сина П'єра Московісі — французький політик, член французького парламенту. З травня 2012 року — міністр фінансів.

## Наукові погляди
В дослідженнях Московісі акцент був зроблений на колективній психології. Він почав свою кар'єру, вивчаючи механізми, за допомогою яких соціальні групи, які володіють знанням, спотворюють його від своєї первісної форми. Його теорія соціальних уявлень в цей час[коли?] широко поширена в розумінні цього процесу. Під впливом Габрієля Тарда, він пізніше критикував американських вчених, котрі стверджували про вплив думки більшості на позицію меншості. Натомість Московісі досліджував ефекти впливу меншин, де думки невеликої групи людей впливають на думки більшості. Крім того, він досліджував динаміку групових рішень і формування консенсусів.

### Вплив меншостей
Московісі стверджував, що вплив більшості, переважно, є оманою — якщо більшість дійсно всемогутня, ми б все одно в результаті думали те ж саме. Звертаючи увагу на роботи Габрієля Тарда, він вказав на те, що більшість великих соціальних рухів, були розпочаті окремими особами й невеликими групами (наприклад, світові релігії, політичні ідеології й т. д.). Без ініціатив меншості були б неможливими новації та соціальні зміни. Найвідомішими є його наукові розвідки щодо впливу усталених позицій меншості на думки більшості в репрезентативних опитуваннях.

#### Експеримент проведений Московісі
- Мета: вивчити інноваційні процеси, спостерігаючи, як консолідовані думки меншості впливають на думки великої групи.
- Процедура: спершу учасників перевірили на відсутність дальтонізму. Учасники були поділені на групи по 6, двоє з яких були спеціально підсадженими. Їм показали 36 слайдів, різних відтінків синього кольору, просячи після кожного, вголос вказати колір. Були створені дві експериментальні групи. В першій — фальшиві учасники послідовно вказували на зелений колір для кожного слайду. В другій групі відповіді підсаджених учасників були непослідовними — 24 зелених та 12 синіх.
- Результати: у 8,42% від всіх випробувань, учасники цілком погодилися з меншістю і сказала, що слайди були зеленими. В цілому, 32% учасників погодилися принаймні один раз.
- Висновки: дослідження показало, що меншість може дійсно вплинути на думку більшості. Не в тій же мірі, яким може бути вплив більшості, але факт, що майже третина людей погодилися хоча б один раз є значним. Однак, залишилось принаймні 2/3, які ніколи не погодились. В експерименті, Московісі показав, що консолідованість позиції була ключовим фактором впливу меншості, на що вказав той факт, що в першій групі ефект був більш яскраво вираженим, ніж в другій.